# Ophiomyia spencerella
Ophiomyia spencerella (лат.) — вид двукрылых из семейства минирующих мух.

## Описание
Длина крыльев 1,8-2,0 мм. Поверхность глазкового треугольника по бокам иногда очень неровная. Голени средних ног иногда с одной заднемедиальной щетинкой. Эдеагус самца намного выше и шире, чем у Ophiomyia phaseoli. Пупарий чёрный.

## Биология
Развивается на бобовых, вредитель культурных форм растений родов Phaseolus и Vigna. Самки откладывают яйца в листья, главный стебель или гипокотиль на уровне земли после появления всходов. Развитие личинок, развивающиеся в листьях происходит как у Ophiomyia phaseoli. Личинки исходно развивающиеся в гипокотиле проделывают ходы в корнях. На поздних стадиях личинки они возвращаются в надземные части, где окукливаются так же, как Ophiomyia phaseoli. При температуре около 21°C жизненный цикл от яйца до взрослой особи проходит 28–35 дней.

## Распространение
Встречается в Африке южнее Сахары: в Бурунди, Демократической Республике Конго, Эфиопии, Кении, Малави, Мозамбике, Нигерии, Руанде, Танзании, Уганде и Замбии.